# Chris Witty
Christine Diane "Chris" Witty (nascida em 23 de junho de 1975) é uma ex-ciclista olímpica estadunidense. Representou sua nação nos Jogos Olímpicos de Verão de 2000, em Sydney.